# 1stソロライブ〜寝ても覚めてもゆきりんワールド〜
『1stソロライブ〜寝ても覚めてもゆきりんワールド〜』（ファーストソロライブ・ねてもさめてもゆきりんワールド）は、2012年7月13日に中野サンプラザで行われた、柏木由紀のソロコンサートである。
2013年1月2日に同公演を収録したDVD・Blu-ray DiscがAKSからリリースされた。

## 解説
柏木由紀は2006年12月3日にAKB48の第3期追加メンバーオーディションに合格した後、翌2007年4月8日から初代チームBの一員として本格的な活動を開始。その後2009年3月にワタナベエンターテインメントへ事務所を移籍すると、情報番組『ひるおび』（TBS）レギュラーや派生ユニット『フレンチ・キス』への参加など、幅広い活動を行うようになった。
当コンサートは2012年4月19日に集英社から発売された、自身2作目のソロ写真集「ゆ、ゆ、ゆきりん…」の購入者限定特典として企画。応募総数5万通の中から2000名が抽選で招待され、同年7月13日に開催された。
AKB48メンバーとしては初となるソロライブを盛り上げるべく、5名のミュージシャンがサポートメンバーとして参加。自身考案のセットリストにはAKB48やフレンチ・キスの楽曲の他、女性アイドルや男性バンドの名曲のカヴァーも取り入れた。
| 規格         | 発売日       | レーベル | 品番     | 備考                          |
| ------------ | ------------ | -------- | -------- | ----------------------------- |
| DVD          | 2013年1月2日 | AKS      | AW-D0001 | 20Pブックレット&生写真1枚封入 |
| Blu-ray Disc | 2013年1月2日 | AKS      | AW-B0001 | 20Pブックレット&生写真1枚封入 |

## セットリスト
1. カッコ悪い I love you!
フレンチ・キスの楽曲。
2. ある秋の日のこと
フレンチ・キスの楽曲。
3. BINGO!
AKB48の楽曲。
4. 空も飛べるはず
スピッツの楽曲のカバー。このライブのセットリストの中で唯一の男性アーティストの楽曲となった。曲終了後バーチャル着せ替えショーが披露される[3]。
5. ちょこっとLOVE
プッチモニの楽曲のカバー。
6. ♡桃色片想い♡
松浦亜弥の楽曲のカバー。
7. 渚のバルコニー
松田聖子の楽曲のカバー。
8. 世界の涙
フレンチ・キスの楽曲のカバー。柏木によるピアノ生演奏が披露された[3]。
9. 沈黙
柏木ソロ曲。
10. Rainy day
フレンチ・キスの楽曲。
11. 火山灰
柏木ソロ曲。
12. 夜風の仕業
柏木ソロ曲。空中ブランコの演出が披露される[3]。
13. フライングゲット
AKB48の楽曲。
14. If
フレンチ・キスの楽曲。

アンコール
ENC-1 ドラゴンフルーツの食べ頃
フレンチ・キスの楽曲。シークレットゲストの高城亜樹、倉持明日香が登場する。演奏後、事務所の先輩であるネプチューンの名倉潤が登場し、秋元康からの伝言として柏木のソロデビューが発表された。
ENC-2 最初のメール
フレンチ・キスの楽曲。
ENC-3 ロマンス・プライバシー
フレンチ・キスの楽曲。

## バンド・メンバー
- 松ヶ下宏之：Guitar & Chorus
- 山口寛雄：Bass
- 江口信夫：Drums
- 星村麻衣：Keyboards & Chorus
- AYASA：Violin